# Kaluginia lebetiformis
Kaluginia lebetiformis är en tvåvingeart som beskrevs av Makarchenko 1987. Kaluginia lebetiformis ingår i släktet Kaluginia och familjen fjädermyggor. Inga underarter finns listade i Catalogue of Life.